# 博尔克斯莱本
博尔克斯莱本是德国图林根州的一个市镇。总面积5.33平方公里，总人口292人，其中男性143人，女性149人（2011年12月31日），人口密度55人/平方公里。